# Старі Гори
Старе́ Гори (словац. Staré Hory) — село в Банськобистрицькому окрузі Банськобистрицького краю Словаччини. Перша письмова згадка про село датується 1536 роком.

## Населення
| Рік:            | 1994. | 2004.   | 2014.    | 2024.   |
| --------------- | ----- | ------- | -------- | ------- |
| Кількість осіб: | 438   | 469     | 554      | 582     |
| Різниця:        |       | +7,07 % | +18,12 % | +5,05 % |

| Рік:            | 2023. | 2024.   |
| --------------- | ----- | ------- |
| Кількість осіб: | 572   | 582     |
| Різниця:        |       | +1,74 % |

Відповідно до перепису населення 2001 року, чисельність населення села становила 459 осіб. Етнічний склад: словаки — 98,69 %, німці — 0,44 %, чехи — 0,22 %, цигани — 0,22 %, українці — 0,22 %.